# Andreas Boltz
Andreas Boltz (* 13. Juli 1964 in Würzburg) ist ein deutscher Kirchenmusiker und Komponist.

## Leben
Andreas Boltz studierte an der Musikhochschule Würzburg Katholische Kirchenmusik. 1989 legte er die Diplom-A-Prüfung und die staatliche Musiklehrerprüfung ab, im Jahre 1992 erwarb er das Meisterklassendiplom für künstlerisches Orgelspiel in der Meisterklasse von Günther Kaunzinger. Weitere Studien betrieb er bei Fritz ter Wey und Eric Ericson (Chorleitung), Daniel Roth, Francoise Renet, Guy Bovet und Jon Laukvik (Orgel), Glen Wilson (Cembalo), Kurt Suttner (Stimmphysiologie) und Zsolt Gárdonyi (Komposition).
Von 1989 bis 1993 war Boltz Assistent des Domkapellmeisters am Kiliansdom in Würzburg und wirkte anschließend bis 2011 als Regionalkantor des Bistums Mainz in Darmstadt und Dozent für Chorleitung und Orgel am Institut für Kirchenmusik Mainz.
Als Organist und Chorleiter spielte er Aufnahmen für ZDF, BR, HR, DLF, ORF, RAI und Catalunya Ràdio ein. Konzerte als Solist und Begleiter führten ihn in zahlreiche europäische Länder. Von 1994 bis 1995 war er Probenleiter des Musikvereins Darmstadt in Zusammenarbeit mit dem Staatstheater Darmstadt. Von 1995 bis 2011 leitete Boltz das Vocalensemble Darmstadt.
Seit 2011 ist Boltz Dommusikdirektor am Kaiserdom St. Bartholomäus zu Frankfurt am Main. Seit September 2011 begannen die Proben für die Frankfurter Domsingschule, die unter seiner Leitung aufgebaut wurde. 2012 spielte er im Dom den Orgelpart der Missa solemnis Bonifatius-Messe von Colin Mawby in der zweiten Aufführung des Werkes durch den Wiesbadener Chor von St. Bonifatius. geleitet von Gabriel Dessauer.

## Kompositorisches Werk
Im Jahr 1998 fertigte Boltz Auftragskompositionen für den Schlussgottesdienst des Katholikentages in Mainz an. Anlässlich der Frankfurter Buchmesse 2006 entstand das Bühnenwerk Saphir, die Vertonung einer in Szene gesetzten Parabel des indischen Autors Dilip Chitre. 2010 wurde die Musiktheaterproduktion Das wahre Buenos Aires in Zusammenarbeit mit dem Kulturverein „con tempo“ in Frankfurt am Main uraufgeführt.

## Diskografie
- Weihnachtslied – Improvisationen vom Darmstädter Glockenspiel (Sieper, 1997)
- Dreymann-Orgeln – Andreas Bolz spielt an den historischen Dreymann-Orgeln von Hamm/Rheinhessen, Stockstadt/Rhein, Erbes-Büdesheim, Frei-Laubersheim und Gau-Bickelheim. Motette-Ursina-Schallplattenverlag, Düsseldorf 2003.
- Ehre sei Gott in der Höhe – Weihnachtliche Orgelmusik an der Winterhalter-Orgel von St. Ludwig, Darmstadt
- Duettissimo A 3 – Christina Bockschweiger (Sopran), Manfred Bockschweiger (Trompete), Andreas Boltz (Orgel)[8]
- Mainzer Bistumsmesse –  Gemeinschaftskomposition der sechs Regionalkantoren des Bistums Mainz: Dan Zerfaß, Nicolo Sokoli, Ruben J. Sturm, Ralf Stiewe, Thomas Gabriel, Andreas Boltz (2010)[9]
- Mainmixtures – Komponisten in Frankfurt, eingespielt an den Klais-Orgeln des Frankfurter Kaiserdoms (2013)[10][7]
- Ave Maria – Marianische Orgelmusik, an der Orgel der Wallfahrtskirche St. Maria in Dieburg (2014)[11][12]
- Mainstream – Klangströme und Stromklänge, an den Klais-Orgeln des Frankfurter Kaiserdoms (2017)[13][7][14]

## Auszeichnungen
- 1992: Premio Speciale beim Internationalen Kompositionswettbewerb in Triest (Italien)